# 트벤테란트

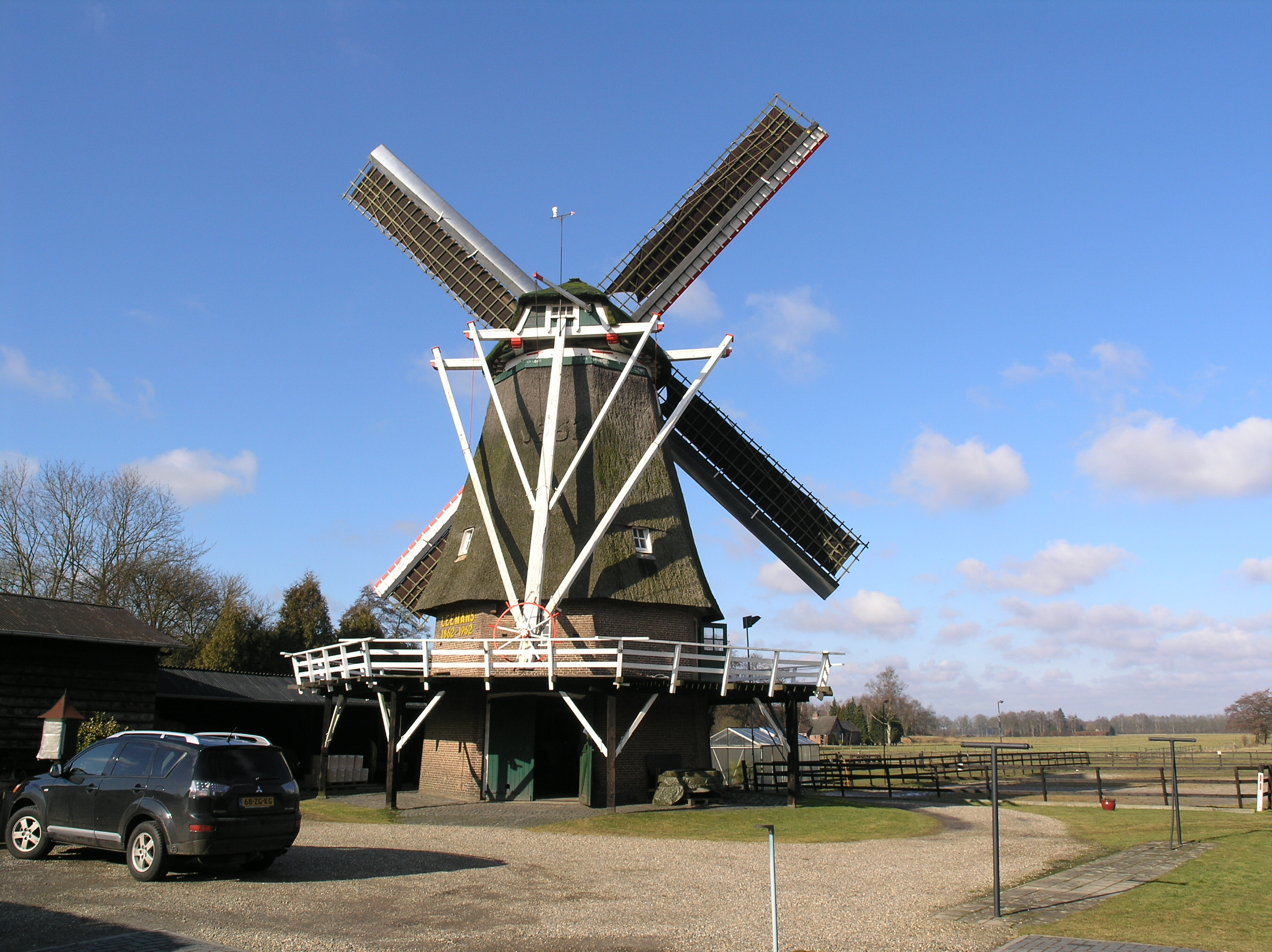
트벤테란트의 풍차

트벤테란트의 위치

트벤테란트(네덜란드어: Twenterand)는 네덜란드 동부 오버레이설주의 도시로 면적은 108.14km2, 높이는 10m, 인구는 33, 921명(2017년 2월 기준), 인구 밀도는 319명/km2이다.

시기
시 문장